# Хмельницький (селище)
Хмельницький — селище в Україні, у Довжанській міській громаді Довжанського району Луганської області. Населення становить 618 осіб.
Знаходиться на тимчасово окупованій території України.

## Історія
22 жовтня 2014 року в селищі проросійські бойовики підривом дамби повністю спустили воду з водосховища.
12 червня 2020 року, відповідно до Розпорядження Кабінету Міністрів України № 717-р «Про визначення адміністративних центрів та затвердження територій територіальних громад Луганської області», увійшло до складу Довжанської міської громади.
17 липня 2020 року, в результаті адміністративно-територіальної реформи та ліквідації  колишніх Довжанського (1938—2020) та Сорокинського районів, увійшло до складу новоутвореного Довжанського району.

## Населення

### Мова
Розподіл населення за рідною мовою за даними перепису 2001 року:
| Мова       | Кількість | Відсоток |
| ---------- | --------- | -------- |
| російська  | 566       | 91.59%   |
| українська | 48        | 7.76%    |
| білоруська | 4         | 0.65%    |
| Усього     | 618       | 100%     |

За даними перепису 2001 року населення селища становило 618 осіб, з них 7,77% зазначили рідною українську мову, 91,59% — російську, а 0,64% — іншу.